# Чемпионат СССР по русским шашкам среди женщин 1973
17-й чемпионат СССР по русским шашкам среди женщин проводился в 1973 году Симферополе, Украинская ССР. В нём приняли участие 36 спортсменок, в том числе, 18 мастеров спорта и 18 кандидатов в мастера спорта.
Чемпионкой страны стала минчанка Елена Соркина. На втором месте горьковчанка Алевтина Лазаренко, третьей финишировала ленинградка Галина Глазова.

## Ход соревнований
Было сыграно 9 туров. Подсчёт очков проводился по системе Семёнова-Сорокина: за победу над мастером спорта начислялось 10,5 очка, над кандидатом — 9 очков, за ничью с мастером спорта давалось 7,5 очков, за ничью с кандидатом — 6 очков. За поражение от мастера спорта присваивадось 4,5 очка, а от кандидата — 3 очка.
На старте отличились Алина Наумова и Э. Пилосова. Затем вперёд вышла Рема Гагарина и была лидером до 5-го тура. С этого тура лидером стала Е Соркина, которая это положение и сохранила до конца чемпионата. Она одержала 6 побед (из них 3 над мастерами спорта) и три ничьих.

## Итоговое положение
| Место | Участница                                        | Очки |
| ----- | ------------------------------------------------ | ---- |
| 1     | Елена Соркина (Минск, «Буревестник»)             | 79,5 |
| 2     | Алевтина Лазаренко (Горький, «Урожай»)           | 78   |
| 3     | Галина Глазова (Ленинград, «Спартак»)            | 70,5 |
| 4     | Людмила Ильина (Минск, «Буревестник»)            | 69   |
| 5     | Галина Кузнецова (Ленинград, «Вооружённые Силы») | 67,5 |
| 6     | Маргарита Яковенко (Баку, «Мехсул»)              | 67,5 |
| 7     | Ираида Спасская (Ленинград, «Спартак»)           | 66   |
| 8     | Алина Наумова (Киев, «Авангард»)                 | 66   |
| 9     | Иоганна Цине (Рига, «Даугава»)                   | 66   |
| 10    | Ольга Беляева (Брянка, «Авангард»)               | 64,5 |